# Фоминское (Дуляпинское сельское поселение)
Фоминское — село в Фурмановском районе Ивановской области России, входит в состав Дуляпинского сельского поселения.

## География
Расположено в 14 км на юго-запад от центра поселения села Дуляпино и в 33 км на юго-запад от районного центра города Фурманова.

## История
В XVI-XVII веках по административно-территориальному делению село входило в состав Костромского уезда в Сорохотский стан. В 1627-1631 годах «Боярина Матвея Михайловича Годунова вотчина по купчей, что он тое вотчину купил у Десятаго Кезомина и по приправочным книгам Василья Вельяминова с товарищи 1596 и 1597 г., полсела Фоминского, а другая половина того села по закладной записи вдовы Лукерьи Богдановы жены Бурдакова, да сына ея Еуфомка прозвище Бурдакова, за ним же Годуновым, а в селе церковь Фомы стоит без пенья ветха, а на церковной земле место дворовое попа...». В 1646 году село «в вотчине кн. Венедикта Ондреева Оболенскаго, а в селе церковь Спас Нерукотворенный образ». В октябре 1712 года «запечатан указ по челобитью Федора Афонасьева сына Волкова, велено ему в селе Фоминском новопостроенную церковь Всемилостиваго Спаса да в приделе Пресвятыя Богородицы Неопалимыя купины освятить Троицкаго Сыпанева монастыря игумену Ионе». В марте 1732 года «дана новоявленная память попову сыну Ивану Алексееву о бытии ему в Нерехотской десятине в селе Фоминском у церкви Всемилостиваго Спаса понамарем».
Каменная Спасская церковь в селе с колокольней была построена в 1819 года на средства Петра и Сергея Мустафиных. Церковь была обнесена каменной оградой, внутри которой имелось приходское кладбище. Престолов было три: в холодной — в честь Нерукотворного Образа Спасителя, в теплой — правый в честь иконы Божией Матери "Неопалимая Купина" и левый — во имя св. ап. Фомы.
В конце XIX — начале XX века село входило в состав Сорохтской волости Нерехтского уезда Костромской губернии, с 1918 года — в составе Середского уезда Иваново-Вознесенской губернии.
С 1929 года село входило в состав Шараповского сельсовета Писцовского района Ивановской области, с 1932 года — в составе Середского района, с 1976 года — в составе Дуляпинского сельсовета, с 2005 года — в составе Дуляпинского сельского поселения.

## Население
| 1872 | 1897 | 1907 | 2002 | 2010 | 2015 |
| ---- | ---- | ---- | ---- | ---- | ---- |
| 139  | ↗161 | ↘150 | ↘1   | ↘0   | →0   |